# Гавай
Гавай (словац. Havaj) — село в Словаччині, Стропковському окрузі Пряшівського краю. Розташоване в північно-східній частині Словаччини.
Уперше згадується у 1403 році.

## Пам'ятки
У селі є греко-католицька церква святого Миколая, єпископа з 1824 року в стилі раннього класицизму, з 1963 року національна культурна пам'ятка та православна молитовня при дорозі в напрямку на Меджилабірці.

## Населення
| Рік:            | 1993 | 2003    | 2013    | 2023 |
| --------------- | ---- | ------- | ------- | ---- |
| Кількість осіб: | 406  | 421     | 404     | 404  |
| Різниця:        |      | +3,69 % | -4,03 % | +0 % |

| Рік:            | 2022 | 2023    |
| --------------- | ---- | ------- |
| Кількість осіб: | 410  | 404     |
| Різниця:        |      | -1,46 % |

В селі проживає 408 чол.
Національний склад населення (за даними останнього перепису населення — 2001 року):
- словаки- 62,81 %
- русини- 35,47 %
- українці- 1,23 %
- чехи- 0,25 %

Склад населення за приналежністю до релігії станом на 2001 рік:
- греко-католики- 87,44 %,
- римо-католики- 4,93 %,
- православні- 3,45 %,
- не вважають себе віруючими або не належать до жодної вищезгаданої церкви: 4,18 %